# Saint Michael’s Abbey

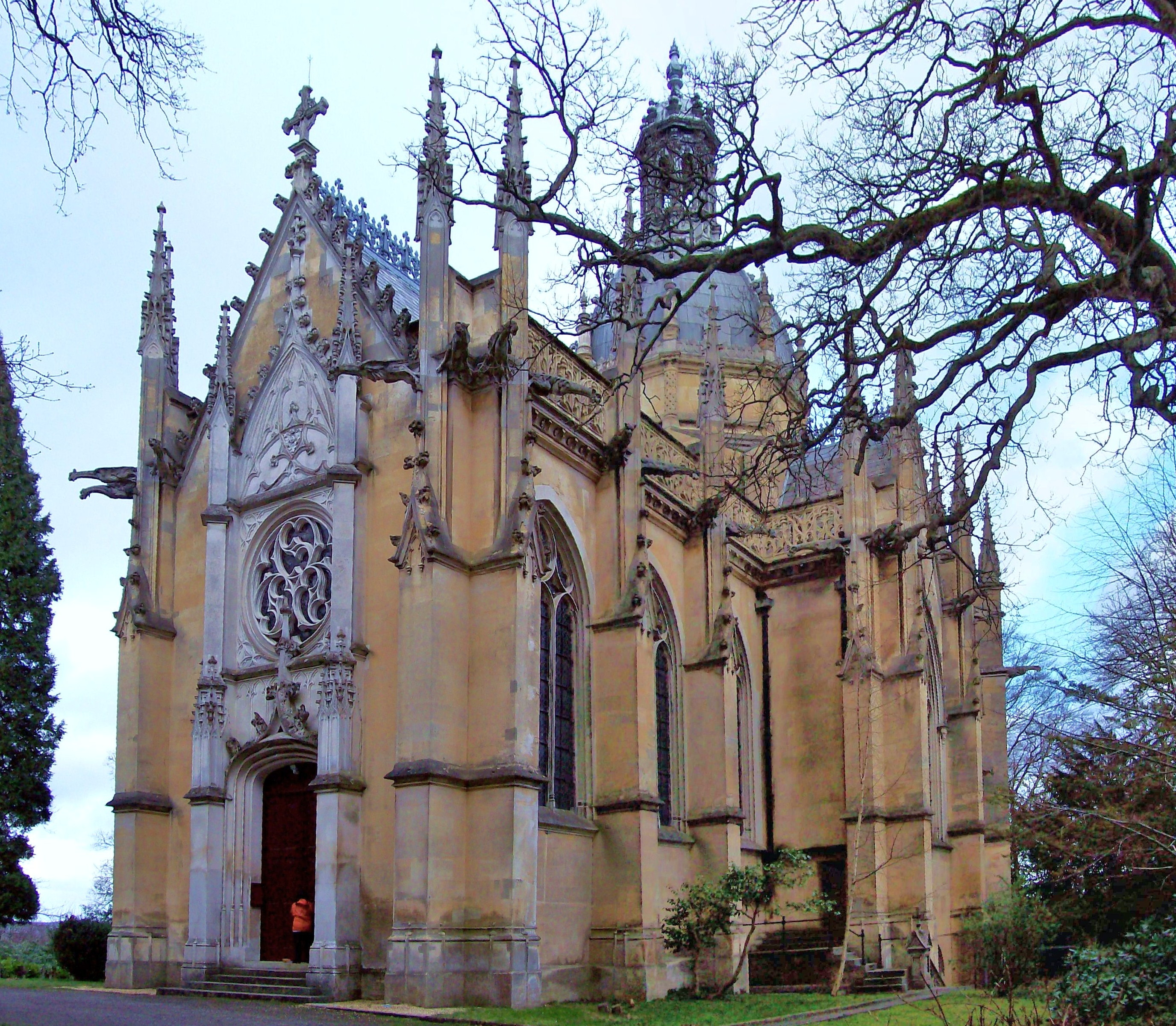
Saint Michael’s Abbey

Saint Michael’s Abbey ist eine Benediktinerabtei in Farnborough, Hampshire, England. Sie wurde als Grablege des ehemaligen französischen Kaisers Napoleon III. und seiner Familie gegründet.

## Geschichte

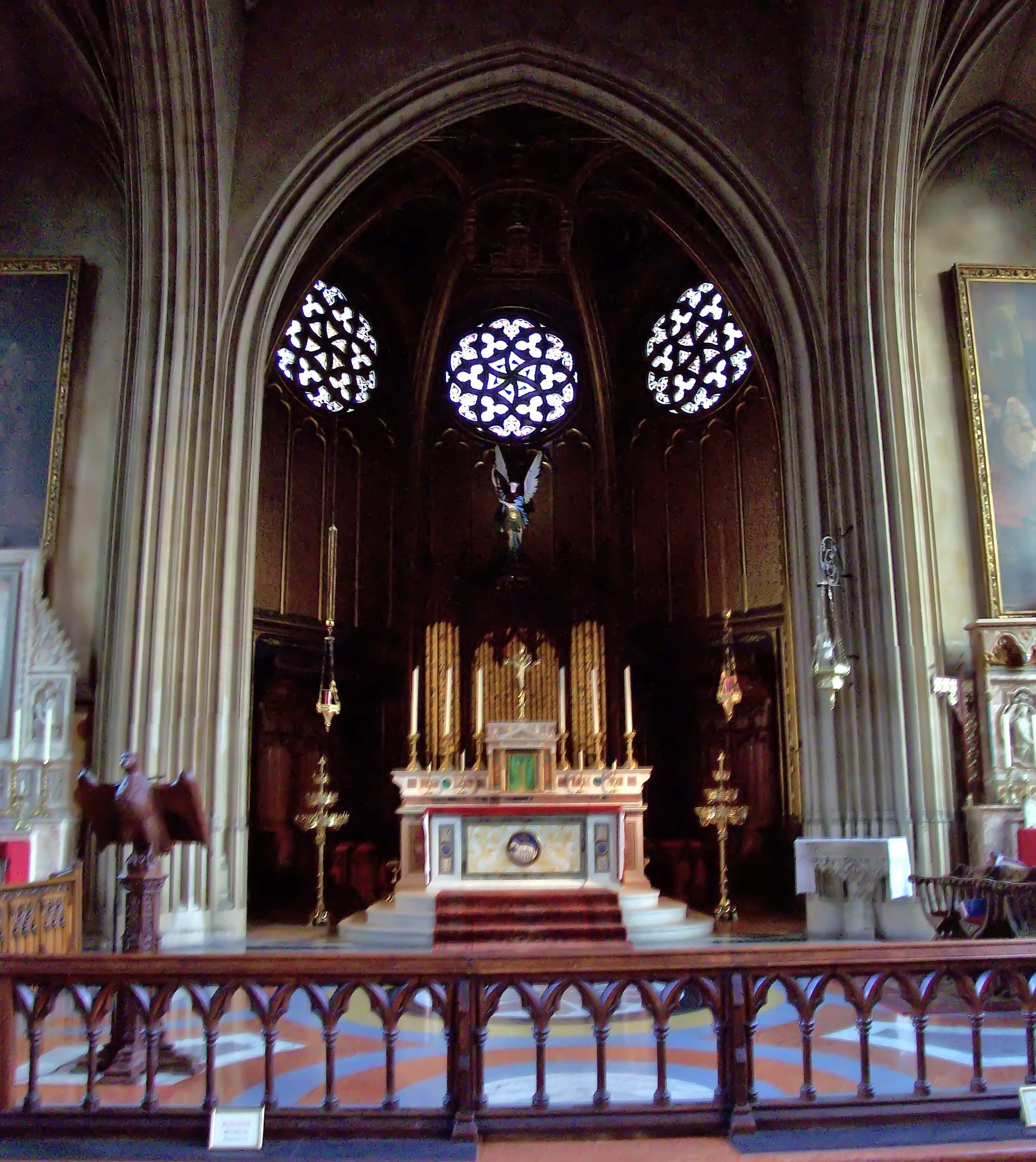
Hochaltar

Der Grundstein zur Abtei wurde 1881 von der französischen Ex-Kaiserin Eugénie de Montijo (1826–1920) gelegt. Sie sollte als Mausoleum für ihren verstorbenen Ehemann Napoleon III. und ihren gemeinsamen Sohn Napoléon Eugène Louis Bonaparte dienen.
Das Kloster wurde zunächst von Prämonstratensern bewohnt. 1895 ersetzte Eugénie die Prämonstratenser durch französische Benediktinermönche aus Solesmes. Fernand Cabrol, Mönch und Gelehrter, wurde Prior und später Abt (1903), gleichzeitig schlossen sich Henri Leclercq und eine kleine Gruppe französischer Mönche dem Kloster an. Leclercq und Cabrol arbeiteten hier viele Jahre zusammen an dem Dictionnaire d’archéologie chrétienne et de liturgie. Im Jahr 1936 zählte die Abtei Farnborough 16 Chormönche, 3 Kleriker und 4 Brüder. Die einst für ihre gelehrten Schriften und ihre musikalische Tradition des gregorianischen Chorals gerühmte Gemeinschaft schrumpfte um 1947 und wurde durch eine kleine Gruppe englischer Mönche aus der Prinknash Abbey verstärkt. Der letzte französische Mönch, Dom Zerr, starb 1956. 2006 wählte die Gemeinschaft den ersten englischen Abt von Farnborough, Right Reverend Dom Cuthbert Brogan.
Am 13. Mai 2023 fand hier die Taufe des Prinzen Louis Charles Riprand Victor Jérôme Marie Napoléon (* 7.12.2022 in Paris) statt, des ältesten Sohnes von Prinz Jean-Christophe Napoléon, dem künftigen Oberhaupt des Hauses Bonaparte, und seiner Gemahlin Olympia, geb. Gräfin von und zu Arco-Zinneberg, die in London leben. Taufpatin war Prinzessin Maria Laura von Belgien, Erzherzogin von Österreich-Este.
Öffentliche Führungen durch die Abtei finden jeden Samstag um 15 Uhr statt. Die Tour umfasst die Kirche und die Krypta.

## Abteikirche

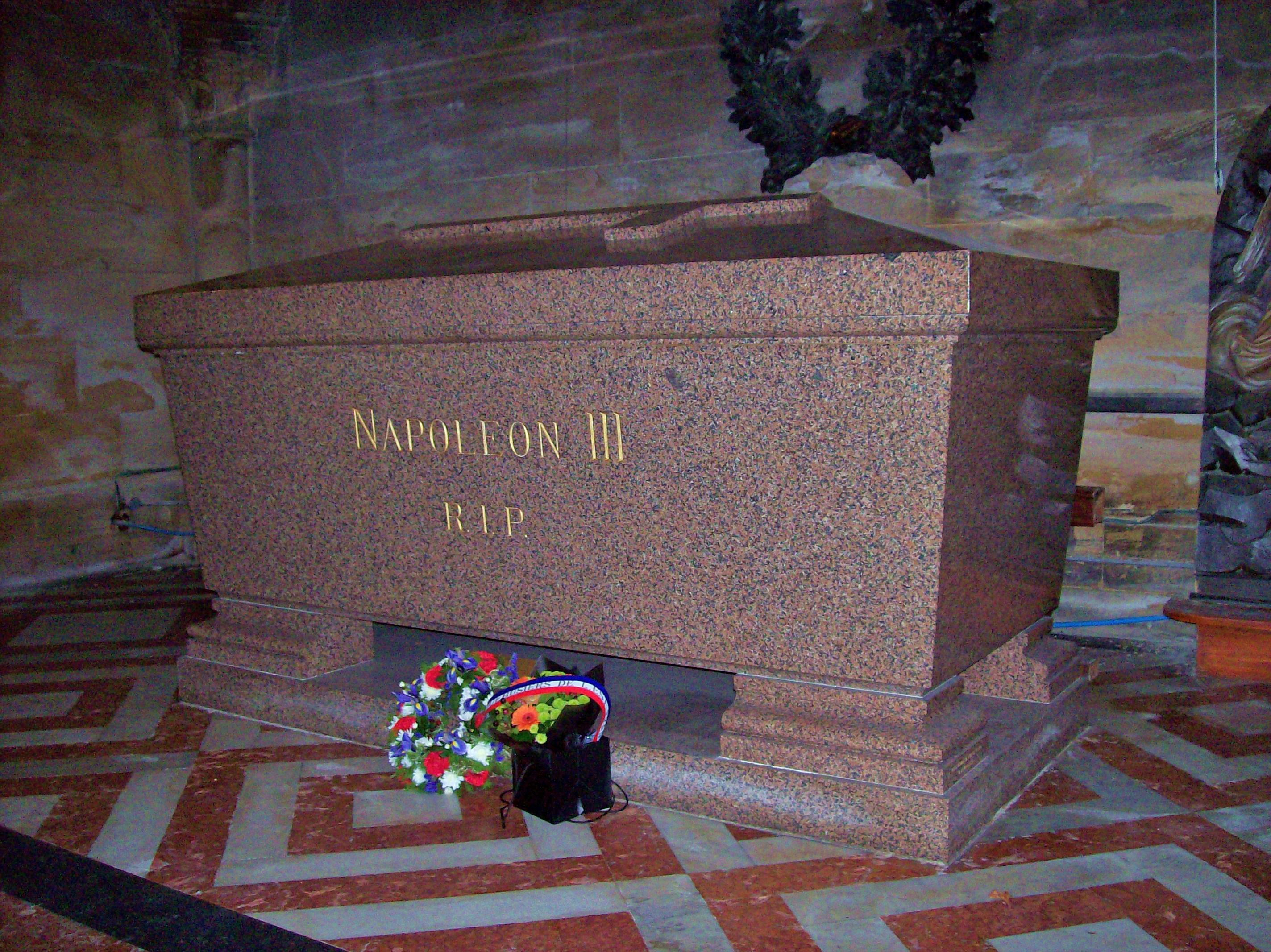
Sarg Kaiser Napoleons III. in der Krypta

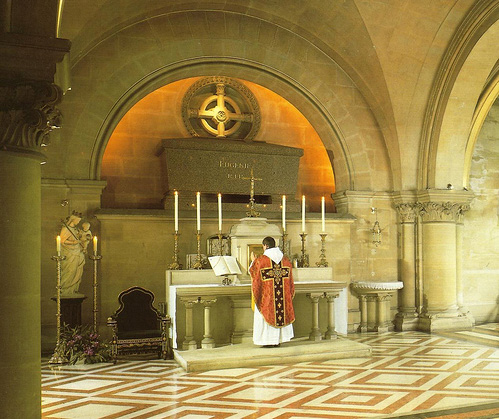
Sarg der Kaiserin Eugénie

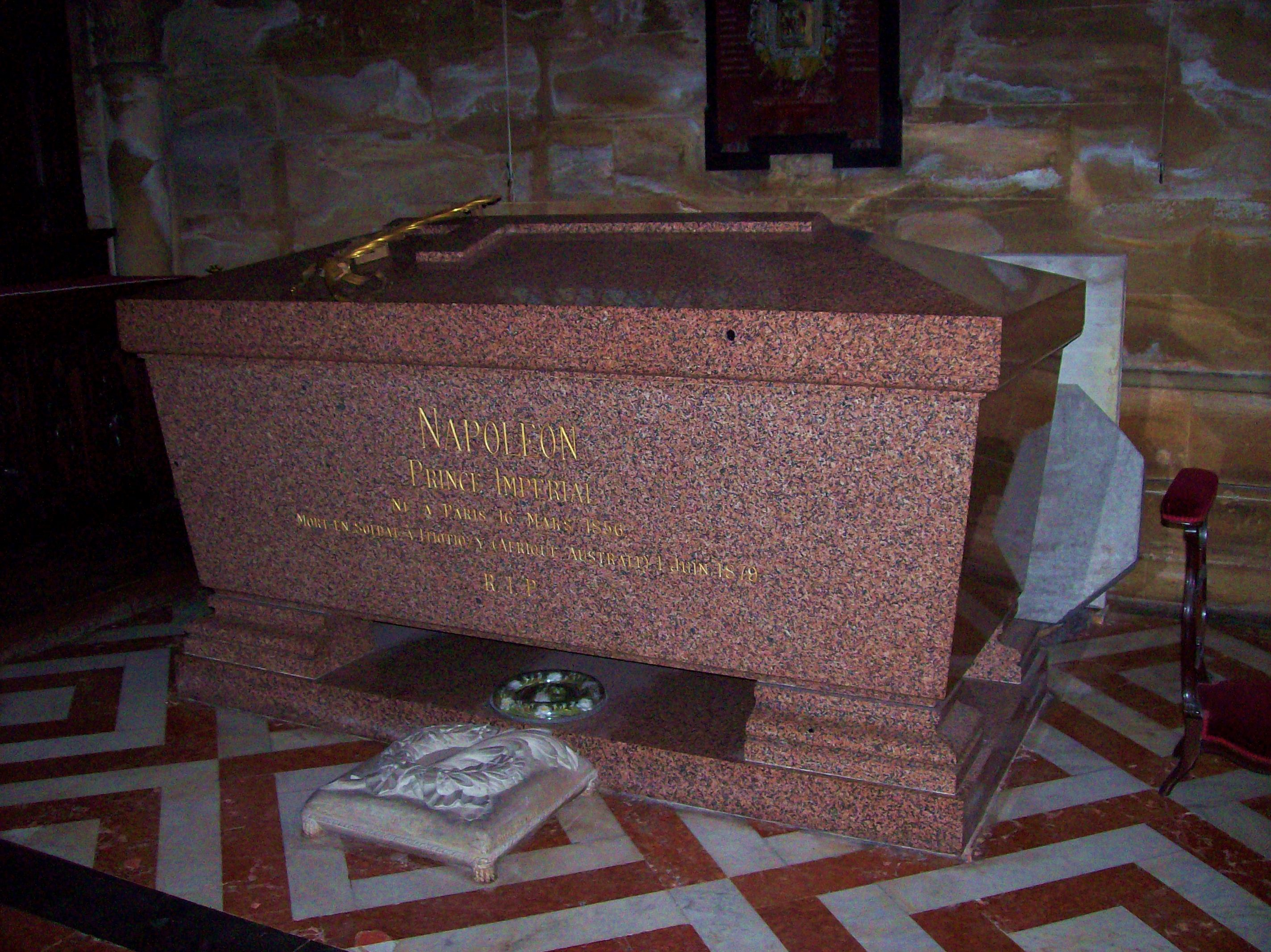
Sarg des Kaiserlichen Prinzen Napoléon Eugène Louis Bonaparte

Die Kirche der Abtei wurde von dem bekannten französischen Architekten Gabriel-Hippolyte Destailleur im neogotischen Stil erbaut.

### Orgeln
Sie beherbergt eine berühmte zweimanualige Orgel aus dem Jahr 1905, die vom bekannten Orgelbauunternehmen Aristide Cavaillé-Coll & Company geschaffen wurde. Allerdings liegen die Ursprünge des Instruments im Unklaren. Obwohl es erst nach dem Tode von  Cavaillé-Coll eingebaut wurde, trägt es seinen anstatt den Namen seines Schwiegersohnes Charles Mutin. Die Innenarbeiten sind von einer derartigen Qualität, dass sie ein klares Zeugnis über den hohen Standard der Handwerkskunst dieses Unternehmens zu seiner besten Zeit geben.
Die Abteikirche beherbergt seit 1899 eine kleine Orgel der Firma Mutin Cavaillé-Coll (Nachfolger Aristides). Sie wurde im Jahr 2000 durch die Firma Klais/Bonn restauriert. Das Instrument verfügt über 14 Register, verteilt auf zwei Manuale und Pedal, sowie drei Transmissionen. Die Trakturen sind mechanisch.
| I Grand Orgue C–g3 |                  |     |
| 1.                 | Bourdon          | 16′ |
| 2.                 | Montre           | 8′  |
| 3.                 | Flûte harmonique | 8′  |
| 4.                 | Salicional       | 8′  |
| 5.                 | Bourdon          | 8′  |
| 6.                 | Préstant         | 4′  |

| II Récit C–g3 |                       |    |
| 7.            | Cor de nuit           | 8′ |
| 8.            | Viole de Gambe        | 8′ |
| 9.            | Voix célestes (ab c0) | 8′ |
| 10.           | Flûte octaviante      | 4′ |
| 11.           | Plein jeu IV          | 1′ |
| 12.           | Trompette             | 8′ |
| 13.           | Basson-Hautbois       | 8′ |

| Pédale C–f1 |                         |     |
| 14.         | Contrebasse             | 16′ |
| 15.         | Soubasse (= Nr. 1)      | 16′ |
| 16.         | Flûte ouverte (= Nr. 3) | 8′  |
| 17.         | Bourdon (= Nr.5)        | 8′  |

- Koppeln:
  - Normalkoppeln: II/I, I/P, II/P
  - Suboktavkoppeln: II/I
- Spielhilfen: Trémolo für die ganze Orgel

An jedem ersten Sonntagnachmittag eines Monats werden Orgelvorträge gehalten.

### Reliquien
Die Kirche beherbergt außerdem den Hüftknochen von St. Alban von England, die bedeutendste Reliquie dieses Heiligen in England.

### Kaiserliche Gruft
Die Imperial Crypt enthält Sarkophage aus Granit, in denen folgende Personen bestattet sind:
- Napoleon III. (1808–1873)
- Eugénie de Montijo (1826–1920)
- Napoléon Eugène Louis Bonaparte (1856–1879)

Siehe auch: Liste von Grabstätten europäischer Monarchen

## Katholische Nationalbibliothek
Die Katholische Zentralbibliothek (Catholic Central Library) wurde nach dem Ersten Weltkrieg von der Catholic Truth Society eingerichtet. Sie wurde viele Jahre von Franziskanern betreut. 2007 zog sie vorerst in die St. Michael’s Abbey um, bis eine endgültige Entscheidung über ihre Zukunft getroffen ist. Im gleichen Jahr wurde sie in Catholic National Library umbenannt; sie ist eine der herausragenden Sammlungen katholischen Schrifttums in England.